# Bitwa pod Górznem
Bitwa pod Górznem – starcie zbrojne, które miało miejsce 12 lutego 1629 w rejonie Górzna, w czasie wojny polsko-szwedzkiej (1626–1629), pomiędzy wojskami polskimi dowodzonymi przez kasztelana kamienieckiego Stanisława Rewerę Potockiego a zmierzającymi na odsiecz oblężonej Brodnicy wojskami szwedzkimi dowodzonymi przez feldmarszałka Hermana Wrangla. Bitwa ta skończyła się klęską Polaków rozbitych w otwartym polu, a po odblokowaniu szwedzkiego garnizonu w Brodnicy szwedzki feldmarszałek ze swym wojskiem uderzył wkrótce na Toruń.

## Przed bitwą
Na przełomie roku 1628 i 1629 nadal trwały wojenne działania polsko-szwedzkie, choć ograniczone zimą. Zablokowany został szwedzki garnizon w Brodnicy, a hetmana Stanisława Koniecpolskiego, który jesienią wyjechał do Torunia dla wyliczenia żołdu dla chorągwi kwarcianych a później na sejm do Warszawy, zastąpił starosta kamieniecki Stanisław Rewera Potocki.
Większość wojsk polskich stała na zimowych leżach, nieliczne oddziały pozostały w polu dla blokady Brodnicy wobec planów wzięcia jej głodem. W związku z tym siły polskie w Prusach oceniane były na 6 000 wojska, z załogami miast ok. 9 000, co było znacznie poniżej normy. Kończące się zapasy żywności w Brodnicy groziły poddaniem miasta, czemu zaradzić postanowił szwedzki kanclerz Axel Oxenstierna głównodowodzący w Prusach pod nieobecność króla Gustawa Adolfa.
4 lutego 1629 zgodnie z rozkazem Oxenstierny odbyła się koncentracja wojsk szwedzkich w Miłomłynie, jednak w związku z rozmokłymi drogami opóźniającymi marsz wojsk z wozami z prowiantem i artylerią z rejonu Malborka i Elbląga, zakończyła się ona dopiero dnia 6 lutego. Ostatecznie zebrano 3400 rajtarii, 2416 piechoty, 200 dragonów i 8 dział pod dowództwem feldmarszałka Hermana Wrangla. Szwedzi planowali szybki marsz przez Lubawę i Lidzbark Welski, rozbicie polskich wojsk pod Brodnicą i dostarczenie zaopatrzenia dla załogi. Aby zwiększyć tempo marszu planowano zabrać tylko 300 wozów z żywnością.
Dla odwrócenia uwagi Polaków zostały rozesłane oddziały na rajdy na okoliczne polskie pułki. 2000 rajtarii pułkownika Erika Soopa uderzyło z rejonu Tczewa w kierunku Starogardu Gdańskiego i Skarszew na 10 chorągwi polskiej jazdy. Dla zabezpieczenia marszu Wrangel wysłał 5 lutego 2 skwadrony rajtarii pod dowództwem pułkowników Streiffa i Hansa Wrangla na 3 chorągwie kozackie stojące w Prabutach, które przed południem opuściły miasto zostawiając tabory i ok. 30 zabitych.
7 lutego Szwedzi dotarli do Ostródy kontynuując marsz 9 lutego wzdłuż Drwęcy w kierunku na Lubawę. Już pod Ostródą został odkryty przemarsz Szwedów i cały czas odbywał się on pod obserwacją Polaków, a chorągwie polskie na trasie marszu wycofywały się na południe. Na wieść o wrogu Potocki wysłał z podjazdem liczącym kilka chorągwi Pawła Czarnieckiego, każąc potem dołączyć do niego oberszterowi Butlerowi z 800 dragonii i kilkuset piechoty niemieckiej. Pod Lubawą oba oddziały połączyły się i już wkrótce odkryto główną kolumnę marszową wroga. Czarniecki o wielkości sił wroga powiadomił od razu Potockiego, a sam starł się dla złapania jeńców ze szwedzką strażą przednią dowodzoną przez Jeronima Plessa w rejonie Kazanic.
W tym czasie nadciągnęły główne siły szwedzkie i zajęły stanowiska pod Rożentalem, jednak z uwagi na zapadającą noc nie doszło do starcia. 10 lutego Szwedzi ruszyli w kierunku Lidzbarka Welskiego, a pochód był nękany przez polskie chorągwie kozackie, które bez sukcesu atakowały nawet tabor tracąc kilku jeńców i zabitych. Wieczorem i w nocy oddziały szwedzkie dotarły do Lidzbarka, a stojące tam 2 polskie chorągwie kozackie w porę umknęły.
Złapani przez Szwedów jeńcy zeznali o zmianie planów Potockiego – ten początkowo sądząc, że wróg ruszy na Brodnicę najkrótszą drogą przez Nowe Miasto Lubawskie, postanowił ruszyć naprzeciwko i bronić przepraw na Brynicy w oparciu o wzniesione umocnienia, w rejonie Górzna ok. 20 km od Brodnicy. Wrangel podjął decyzję o marszu na polskie pozycje już 11 lutego, nie dając Polakom czasu na koncentrację rozproszonych oddziałów, ani na wzniesienie umocnień.
Na trasie marszu z Lidzbarka Welskiego do Brodnicy przez Gutowo znalazły się 2 przeprawy przez Brynicę wypływającą z Jeziora Bryńskiego i jej dopływ wypływający z Jeziora Górzeńskiego, oddzielone od siebie przez las i zabudowania wsi Ruda. Dodatkowo przeprawę utrudniały bagniste brzegi rzeki, miejscami dość duża głębokość jej koryta i bystry nurt, przez co miejscami rzeka nie zamarzała. Szybki pochód szwedzki pozwolił Potockiemu jedynie na wzniesienie zasieków na drodze przez las, rozstawienie trzech chorągwi rajtarskich przy moście przez Brynicę i 600 piechoty na grobli przez południowy dopływ rzeki. Ostatecznie Potockiemu udało się zebrać jedynie 15 chorągwi husarii, 20 chorągwi kozackich, 6 chorągwi rajtarii, 6 chorągwi dragonii, 600 piechoty cudzoziemskiego autoramentu i 4 działa, razem od 4 000 do 5 000 ludzi. Oprócz Potockiego dowodzili też Marcin Kazanowski, Fryderyk Denhoff, Mikołaj Abrahamowicz, Adam Kalinowski i artylerią kwarcianą Mikołaj Władysław Judycki.
Szwedzi usunęli bez trudu zasieki w lesie przed Gutowem i ruszyli na trzy polskie chorągwie rajtarskie, rozbijając je i biorąc jeńców, jednak Polakom udało się zniszczyć most na rzece. Z 11 na 12 lutego Szwedzi rozbili obóz pod Gutowem, a Wrangel wysłał podpułkownika Ekholta do zbadania możliwości przeprawy. Rzeka była nie zamarznięta lub pokryta cienkim lodem, więc w nocy Finowie pułkownika Axela Lilliesa zbudowali nowy most. Wrangel ustalił szyk walki na następny dzień – Szwedzi mieli nacierać w dwóch liniach podzielonych na centrum, prawe i lewe skrzydło, a 7 skwadronów piechoty zostało przemieszanych z rajtarią.

## Bitwa
Rano 12 lutego Szwedzi rozpoczęli przeprawę przez rzekę Brynicę i oddziały pierwszej linii dowodzone przez płk. Teuffela po przejściu przez lasek stanęły na jego skraju. Po usypaniu stanowisk pod działa rozpoczęto ostrzał wsi Ruda, jednak 600 polskich muszkieterów utrzymało pozycję przy małych stratach.

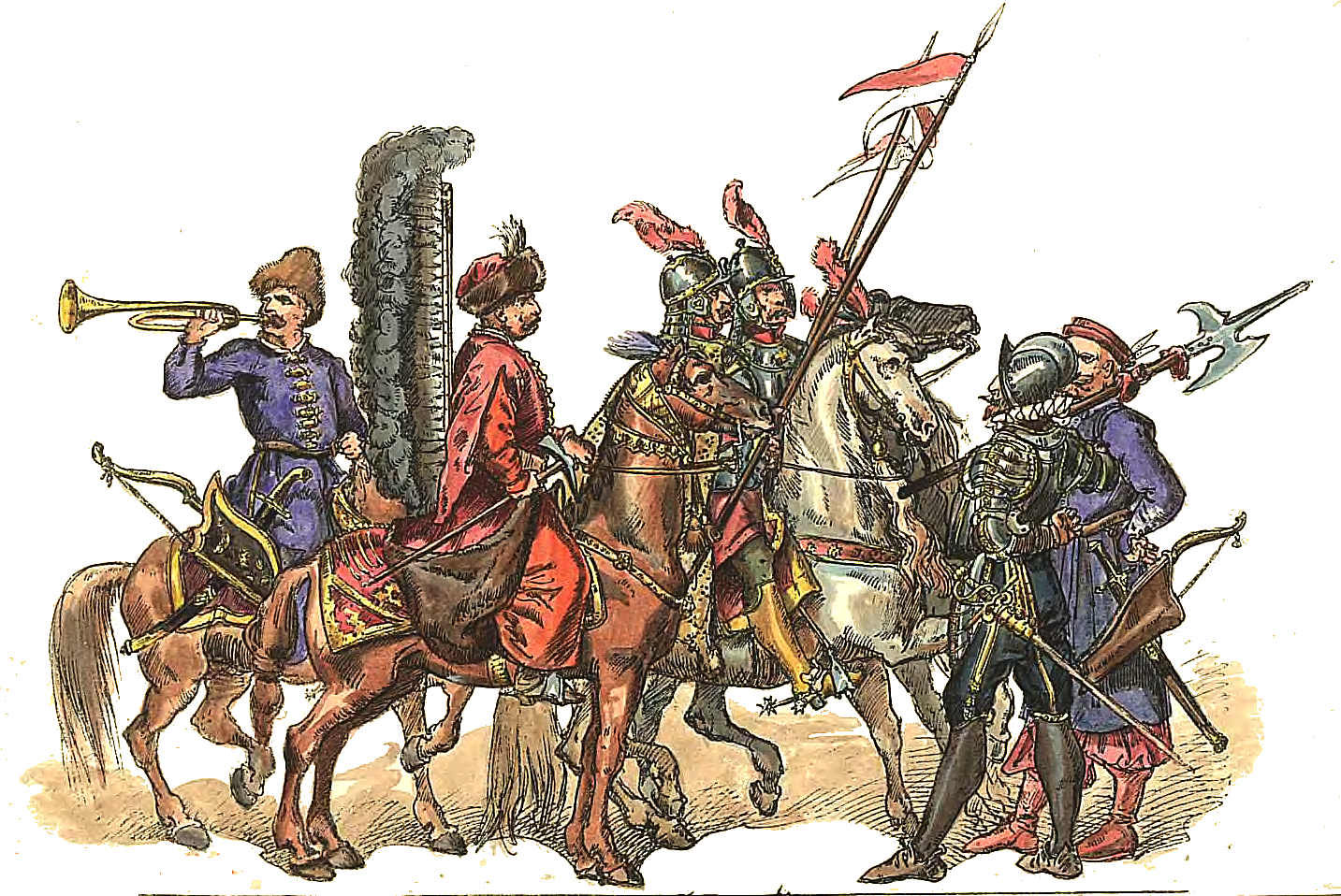
Żołnierze polscy 1588-1632

Regimentarz Stanisław Rewera Potocki w tym czasie ustawił swoje oddziały w rejonie wsi Zaborowo opierając je o zabudowania lewym skrzydłem, prawym o las, frontem zaś na dopływ Brynicy płynący od południa. Pierwsza linia wojsk polskich została obsadzona przez husarię, druga i trzecia przez lżejsze chorągwie kozackie. Pomiędzy centrum a skrzydłami ustawiono po 2 działa, a na skraju prawego znalazły się chorągwie dragońskie. Polski plan zakładał wyczerpanie wojsk szwedzkich przez ostrzał i zepchnięcie ich na bagna przez natarcie jazdy i obejście z prawego skrzydła.

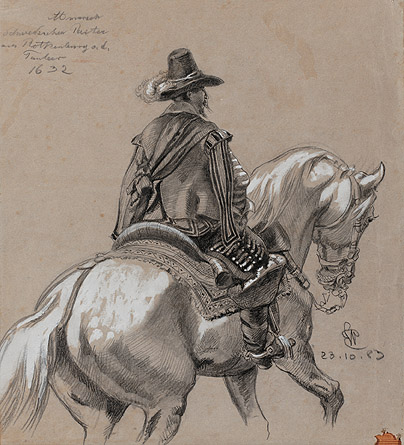
Rajtar szwedzki w 1632 roku

W tym czasie jeden skwadron piechoty płk. Teufella związał walką polską piechotę we wsi Ruda, gdy skwadron płk. Ramsaya obszedł polskie pozycje po lodzie zamarzniętego dopływu Brynicy z prawej strony, od lewej zaś skwadrony Ehrnreitera i Klitzinga. Polska piechota pospiesznie zaczęła się wycofywać i Szwedzi po sforsowaniu grobli usypali na jej zachodnim końcu szaniec dla osłony przeprawy następnych oddziałów. W ten sposób Szwedzi zaczęli rozwijać swoje wojska przed frontem polskiej dywizji, nie niepokojone przez Polaków. Propozycja Judyckiego zaatakowania wojsk szwedzkich, dopóki jeszcze nie nadciągnęła druga linia wroga, została odrzucona przez Potockiego i pierwszy uderzył szwedzki skwadron piechoty Teuffela z planem zajęcia wsi Zaborowo na prawym skrzydle polskim. Polacy podpalili zabudowania wsi i na oddział ten ruszyły cztery chorągwie husarskie odrzucając go od polskich pozycji. Na pomoc muszkieterom ruszyły skwadrony rajtarii Hansa Wrangla i Streiffa, a jako wsparcie Polakom wysłano trzy chorągwie kozackie z drugiej linii i 6 chorągwi husarskich z centrum. Pomimo tego polski atak został odparty i Szwedzi ruszyli do przeciwnatarcia, co zagroziło oskrzydleniem od północy całej polskiej dywizji.
W tym czasie chorągwie dalszych rzutów lewego skrzydła i centrum oraz chorągwie jazdy prawego skrzydła polskiego stały bezczynnie nie zaangażowane w walkę. Po uderzeniu rajtarii hrabiego Renu na polskie pozycje, rozpoczęła się paniczna ucieczka Polaków z pola walki w kierunku Brodnicy.

## Po bitwie
W tej bitwie polskie straty wyniosły 700 zabitych, 600 jeńców i wszystkie 4 działa, wobec kilkudziesięciu zabitych po stronie szwedzkiej. Zwycięstwo pod Górznem pozwoliło Szwedom na przerwanie oblężenia załogi w Brodnicy i już wkrótce zaatakowano Toruń, który jednak obronił się pod dowództwem płk. Gerharda Doenhoffa. Szwedzi wycofali się do Kisielic i ostatecznie 1 czerwca 1629 zawarto zawieszenie broni.
Pomimo szwedzkiej przewagi liczebnej i jakościowej, spowodowanej rozejściem się polskiego wojska (głównie towarzystwa i oficerów) na zimowe leże, Polacy mieli czas na przygotowanie się na nadejście wroga. Nieskorzystanie przez Potockiego z rady Judyckiego, żeby zaatakować natychmiast i walczyć z kolejnymi oddziałami po kolei, kosztowało klęskę. Po bitwie Szwedzi spustoszyli m.in. Górzno – zniszczono zamek biskupów płockich i umocnienia miasta.
Hetman Stanisław Koniecpolski, który udał się do Warszawy na sejm, ubolewał, że: nieprzyjaciel, który nas najechał, coraz mocniejszy, a my, co go wypierać chcemy, coraz to słabsi. Wynik tej bitwy był kolejnym argumentem na podniesienie podatków na wojnę przez sejm.